# Drusilla de Maurétanie la Jeune
Drusilla de Maurétanie (grec : Δρουσìλλη, v. 20 - apr. 50) est une princesse de Maurétanie. C'est l'arrière-petite-fille de la reine d'Égypte Cléopâtre VII et du triumvir romain Marc Antoine,,.

## Biographie
Sa mère Julia Urania peut avoir été membre de la famille royale d'Émèse, un royaume client de Rome de la province romaine de Syrie. Son père est probablement Ptolémée de Maurétanie qui était un fils du roi client Juba II et de Cléopâtre Séléné II. Ptolémée est aussi cousin germain de l'empereur romain Claude et cousin issu de germain de Néron et Caligula.
Elle est nommée Drusilla en l'honneur de la cousine issue de germain maternelle de son père, Julia Drusilla, la fille de Germanicus.
Son père est exécuté en 40. Lors d'une visite à Rome, il aurait suscité la jalousie de Caligula en portant un manteau de pourpre, couleur impériale, pendant un spectacle de gladiateurs. Il est exécuté alors qu'il se rend à Lyon et son royaume est annexé par Rome et a par la suite été divisé en deux provinces romaines : les provinces de Maurétanie césarienne et de Maurétanie tingitane.
Vers 35, Drusilla épouse son parent éloigné le prêtre-roi d'Émèse, Sohaemus,, qui a régné à partir de 54 jusqu'à sa mort en 73. Sohaemus était prêtre du Dieu Soleil syrien, connu en araméen comme El Gabal. Drusilla et Sohaemus ont eu un fils, Gaius Julius Alexio, également connu sous le nom d'Alexio II, qui a succédé à son père comme prêtre-roi d'Émèse par la suite.
Vers 50, elle épouse en secondes noces Marcus Antonius Felix, le frère de Pallas, et comme ce dernier un esclave affranchi de la mère de l'empereur romain Claude, Antonia Minor,, ou selon d'autres sources, un affranchi de l'empereur Claude lui-même. Felix était alors le procurateur de Judée. Vers 54-56, Felix divorce d'avec Drusilla car il est tombé amoureux puis se marie avec la fille du roi Agrippa Ier (mort en 44) et sœur du roi Agrippa II, elle aussi appelée Drusilla.
Au IIIe siècle, la reine syrienne Zénobie de Palmyre revendique être la descendante d'une Drusilla, fille de Ptolémée,.